# Camillo Bechis
Pour les articles homonymes, voir Bechis.
Camillo Bechis (Buttigliera d'Asti, 18 juin 1890 - Turin, 31 décembre 1969) était un général italien qui s'est distingué en tant qu'officier pendant la guerre italo-turque et la Première Guerre mondiale.
Transféré en Somalie italienne après la fin de la Grande Guerre, le gouverneur Cesare Maria De Vecchi lui confie le commandement du groupe dubat à partir de 1925. Il s'est également distingué pendant la guerre d'Éthiopie. Il a été décoré de la croix de chevalier de l'ordre militaire de Savoie, de trois médailles d'argent et d'une croix militaire pour bravoure.

## Biographie

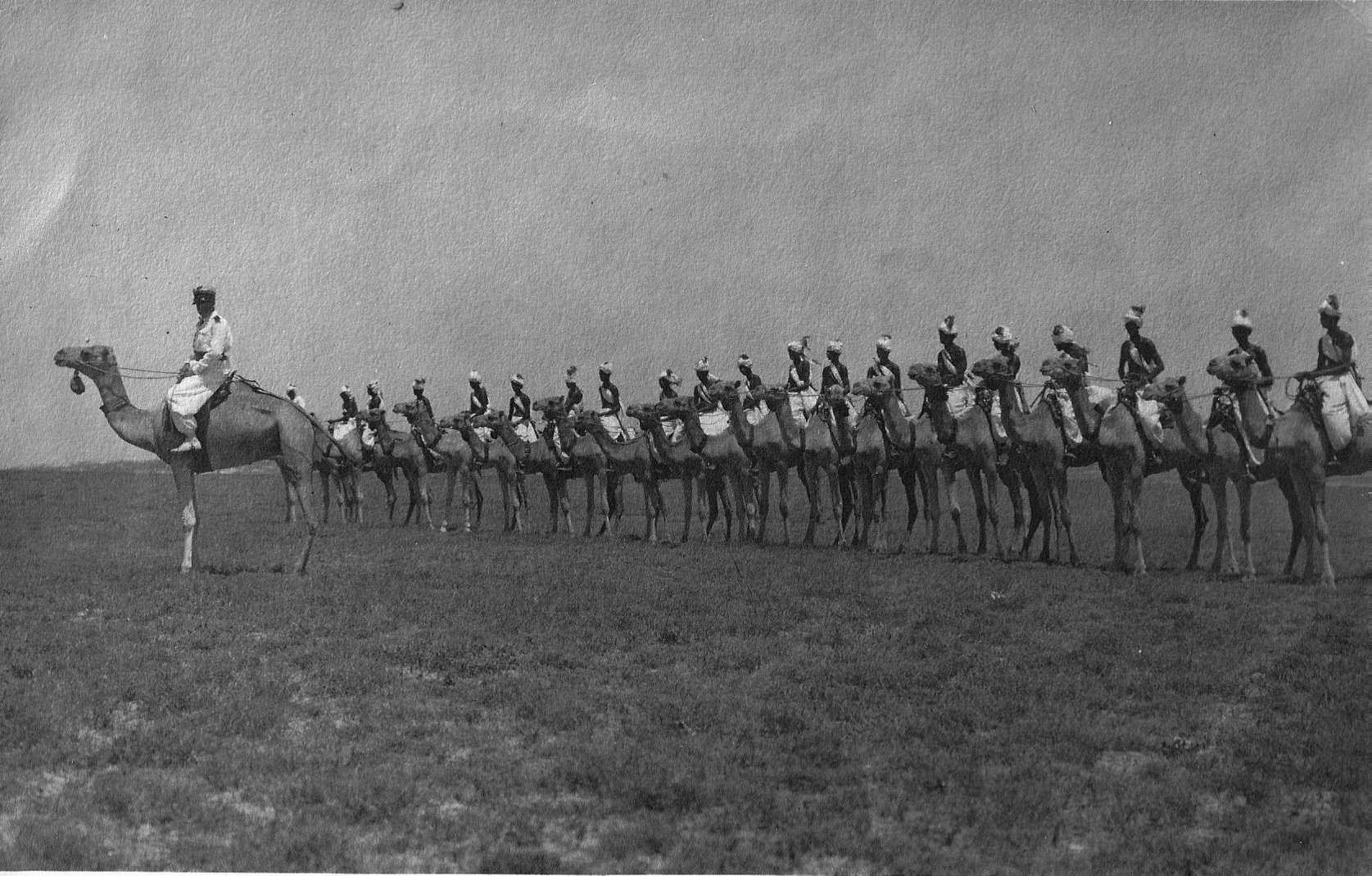
Camillo Bechis à la tête des troupes de chameaux (Dubat)

Il est né à Buttigliera d'Asti le 18 juin 1890, fils de Giuseppe. Après avoir fréquenté le lycée de Chieri, il s'engage dans l'armée royale (Regio Esercito) et commence à fréquenter l'Académie royale militaire d'infanterie et de cavalerie de Modène, dont il sort avec le grade de sous-lieutenant le 17 septembre 1910, affecté à l'arme d'infanterie du corps alpin. En 1911-1912, il participe à la guerre italo-turque en combattant en Libye au sein du 3e régiment alpin. Décoré de la Croix de guerre pour bravoure, il s'est particulièrement distingué pendant la Première Guerre mondiale. En tant que lieutenant (tenente) servant dans la 85e compagnie du bataillon alpin " Susa " du 3e régiment alpin, il est décoré d'une première médaille d'argent pour sa valeur militaire le 21 juin 1915. Promu capitaine (capitano) dans le bataillon alpin " Bassano " du 6e régiment alpin, il commande sa compagnie lors d'un assaut contre une position ennemie sur le mont Cukla (10-11 mai 1916) et est décoré d'une deuxième médaille d'argent pour sa valeur militaire. Entre le 16 et le 30 juin, il mène son unité à la conquête des retranchements ennemis, capturant une batterie entière à Malga Fossetta sur le mont Ortigara, et est décoré de la troisième médaille d'argent de la valeur militaire. Il est libéré de l'armée à la fin de la guerre, et en 1921, il part s'installer en Somalie italienne, où il travaille comme marchand et négociant agricole. En 1924, lorsque les premières émeutes éclatent le long de la frontière avec l'Éthiopie, le Quadrumvirat Cesare Maria De Vecchi di Val Cismon, gouverneur de la Somalie italienne, afin de protéger les frontières incertaines des raids abyssins et de saisir les armes à feu qui rendent les protectorats du nord instables et peu sûrs, crée le Corps de Dubats. De Vecchi lui confie le commandement de la nouvelle unité et la tâche de l'organiser avec le grade de major (maggiore). Le Dubat affronte les clans rebelles dans de dures batailles, tant sur les frontières éthiopiennes que kenyanes, qui prennent toutes les caractéristiques d'une véritable guerre coloniale, soutenu à certains moments par une division navale et une escadrille aérienne. Nommé commissaire des frontières, il devient ensuite vice-gouverneur de Somalie sous Cesare Maria De Vecchi.
En 1928, il retourne dans sa patrie, où il entre au service de la Cassa di Risparmio di Torino en tant que directeur général adjoint. En 1936, il part volontairement combattre dans la guerre d'Éthiopie avec le grade de lieutenant-colonel (tenente colonnello), se distinguant immédiatement dans les opérations de guerre sur le front somalien à Gunu Gado (24 avril), Bullalch (29 avril) et Dagabur (1er mai) en tant que commandant d'un groupe de quatre bandes armées. Le 12 août 1937, il est décoré de la croix de chevalier de l'ordre militaire de Savoie. Il est promu général de brigade (generale di brigata) le 15 avril 1942.
Il meurt à Turin le 31 décembre 1969.

## Distinctions honorifiques
- Chevalier de l'ordre militaire de Savoie

- Commissaire spécial de la Migiurtinia, il a organisé et instruit un régiment de bande de plus de 2 000 dubat. Leur insufflant l'esprit de sacrifice et l'enthousiasme dont il était animé, il les conduisit dans de longues et rapides marches au contact de l'ennemi, qu'ils écrasèrent avec un héroïsme admirable, les incitant par l'exemple là où le combat était le plus acharné. Un magnifique exemple d'organisation, d'un dragueur d'hommes à qui la Patrie doit de la reconnaissance. Gunu Gado, 24 avril 1936 ; Bullalch, 29 avril 1936 ; Dagabur, 1er mai 1936. - Décret royal no 205 du 12 août 1937.
- Médailles d'argent de la valeur militaire

- Commandant de compagnie, lors de l'attaque d'un pont, il s'est poussé avec une section de renforts sur le pont, et, sous le feu rageur de l'ennemi, blessé, il a persisté dans la construction d'une tranchée avec des sacs, prêtant ainsi matériellement ses services. 21 juin 1915.
- Médailles d'argent de la valeur militaire

- Il a mené sa compagnie, avec un élan héroïque, à l'assaut d'une section de la position ennemie qu'il a conquise. Au cours des furieux bombardements ennemis qui ont suivi, il a été un exemple constant et admirable pour ses employés, à qui il a su inculquer la sérénité et la ténacité. Mont Cukla, 10-11 mai 1916.
- Médailles d'argent de la valeur militaire

- A la tête d'un bataillon, avec des dispositions sages et astucieuses, faisant toujours preuve d'un courage admirable, il conduit ses troupes à la conquête des retranchements ennemis, capturant une batterie entière. Dans des attaques successives contre des positions ennemies bien fortifiées, il a atteint des embuscades contre lesquelles les efforts de nos autres divisions avaient été brisés. Blessé une première fois, il n'a pas cessé de se battre jusqu'à ce qu'il soit touché une seconde fois plus gravement. Malga Fossetta-Monte Ortigara, 16-30 juin 1916.
- Croix militaire de la valeur militaire - décret présidentiel 20 octobre 1962[8].
- Croix du Mérite de guerre - arrêté royal du 19 janvier 1921[9].
- Croix du Mérite de guerre
- Chevalier de l'ordre des Saints-Maurice-et-Lazare - arrêté royal du 31 mars 1921[10].
- Officier de l'ordre colonial de l'Étoile d'Italie - décret royal 30 août 1925[11].
- Grand officier de l'ordre colonial de l'Étoile d'Italie - arrêté royal du 23 mai 1927[12].
- Médaille commémorative de la guerre italo-turque 1911-1912 (4 ans de campagne)
- Médaille commémorative de la guerre italo-autrichienne 1915-1918
- Médaille commémorative de l'Unité italienne
- Médaille italienne de la Victoire interalliée

## Source
- (it) Cet article est partiellement ou en totalité issu de l’article de Wikipédia en italien intitulé « Camillo Bechis » (voir la liste des auteurs).